# ماسغويفا
بلدية ماسكيفا (بالكاتالانية: Masquefa) هي إحدى بلديات مقاطعة برشلونة، والتي تقع في منطقة كاتالونيا، شرق إسبانيا.
يبلغ عدد سكانها 7.747 نسمة وفقاً لإحصائية سنة (2007).